# World Doubles Championships 1995 - Doppio
Il doppio del World Doubles Championships 1995 è stato un torneo di tennis facente parte del WTA Tour 1995.
Jana Novotná e Arantxa Sánchez Vicario erano le detentrici del titolo, ma quest'anno non hanno partecipato.
Meredith McGrath e Larisa Neiland hanno battuto in finale 6–2, 7–6 Manon Bollegraf e Rennae Stubbs.

## Teste di serie
1. Meredith McGrath /  Larisa Neiland (campionesse)
2. Manon Bollegraf /  Rennae Stubbs (finale)
3. Nicole Arendt /  Laura Golarsa (quarti di finale)
4. Katrina Adams /  Zina Garrison-Jackson (semifinali)

## Tabellone

### Legenda
| - Q = Qualificato - WC = Wild card - LL = Lucky loser | - ALT = Alternate - SE = Special Exempt - PR = Protected Ranking | - w/o = Walkover - r = Ritirato - d = Squalificato |